# Liste der Festungen in Sierra Leone
Die Liste der Festungen in Sierra Leone umfasst die im westafrikanischen Sierra Leone errichteten Festungen, wobei es sich ähnlich wie vor allem an der Goldküste, dem heutigen Ghana, um koloniale Forts handelt. Sie dienten vor allem dem Sklavenhandel.

## Forts
| Name                                 | Ort                                                                                            | Erbaut            | Abgerissen        | Zustand                    | Historische Nutzung | Bemerkung | Foto |
| ------------------------------------ | ---------------------------------------------------------------------------------------------- | ----------------- | ----------------- | -------------------------- | --- | --- | ---- |
| Fort Bunce                           | Bunce Island                                                                                   | 1670              |                   | als Ruine erhalten         | Wichtigster Umschlagplatz der Royal African Company für Sklaven in Sierra Leone                                                  | Zur Aufnahme in die Liste des UNESCO-Welterbes vorgeschlagen                                                  |      |
| Fort Lomboko                         | Diverse Inseln im Fluss Galinas unweit von Sulima                                              | vor 1839          | 1849              | abgerissen                 | Spanisches Sklavenfort des bekannten Sklavenhändlers Pedro Blanco                                                                | |      |
| Fort Tasso                           | Tasso Island                                                                                   | um 1660           | nach 1680         | abgerissen                 | Wichtiger Umschlagplatz für den Sklavenhandel der Royal African Company; auch Lagerstätte für landwirtschaftliche Exportprodukte | |      |
| Fort Thornton                        | Tower Hill in Freetown                                                                         | 1792              |                   | in kleinen Teilen erhalten | Sitz der Gouverneure | heute Standort der wichtigsten Staats- und Regierungsinstitutionen, darunter das State House; Nationaldenkmal |      |
| Portugiesisches Fort in Sierra Leone | Fünf Leuge hinter der Mündung des Rio de Bintonbo; drei Leuge flussaufwärts vom Dorf Tanguarim | Ende des 15. Jhd. | Ende des 15. Jhd. | abgerissen                 | Portugiesisches Fort unter Dom João II                                                                                           | |      |
| Fort York                            | York                                                                                           | nach 1672         | um 1729           | abgerissen                 | Sklavenfort der Royal African Company                                                                                            | |      |